# Mugg
För andra betydelser, se Mugg (olika betydelser).

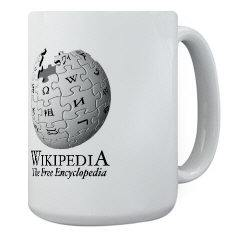
Mugg

En mugg är en robust typ av kopp som ofta används för att dricka varma drycker, såsom kaffe, te eller choklad. Muggar har ofta handtag och rymmer en större mängd vätska än andra typer av koppar. I formella miljöer används sällan muggar till servering.
De gamla muggarna var ofta ristade i trä och ben eller formad av lera, de moderna tillverkas av keramiska material. Vissa är tillverkade av förstärkt glas, till exempel pyrex. Andra material, inklusive plast, stål och lackerad metall, reducerar vikt och värmemotstånd, vilket är till fördel för till exempel campare. Tekniker som screentryck och dekaler används för att tillämpa dekorationer och reklam; dessa bränns in på muggen för att säkerställa varaktighet.

## Historia

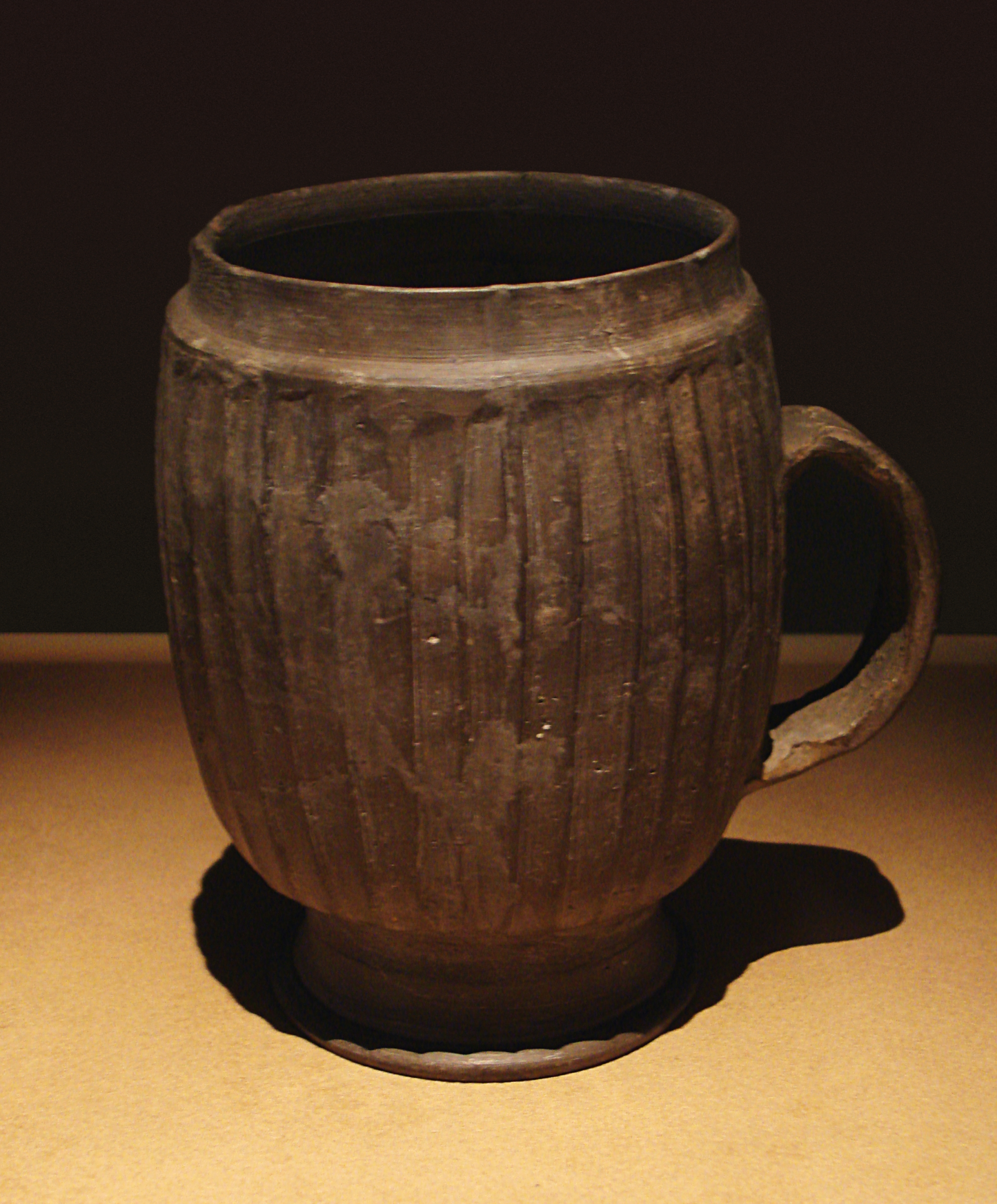
En lermugg gjord på drejskiva från sena neolitikum-perioden (ca 2500–2000 f.Kr.) i Zhengzhou, Kina.

De äldsta dryckeskärlen som funnits av arkeologer var gjorda av ben och hade knappt något handtag; dessa var inte muggar. De första muggarna är relaterade till den yngre stenålderns krukmakeri och har hittats i Kina och Japan och daterats till 10 000 f.Kr. I början formades all keramik av händer, men arbetet underlättades sedan genom uppfinningen av drejskivan någon gång mellan 6500 och 3000 f.Kr. Det var relativt lätt att lägga till ett handtag till en kopp i processen, vilket resulterade i en mugg. Största nackdelen med dessa muggar var de tjocka väggarna som gjorda att det var svårt att dricka ur dem. Väggarna förtunnades med utveckling av olika tekniker av metallbearbetning. Muggar av metall var tillverkade i brons, silver, guld och även bly, från 2000 f.Kr., men var svåra att dricka ur tillsammans med varma drycker. Trämuggar producerades troligen från den äldsta tiden, men de flesta av dem har inte kunnat bevarats till nuvarande tid. Uppfinningen av porslin på 600-talet i Kina förde en ny era med tunnväggiga muggar som passar både varma och kalla drycker.

## Allmän design och funktion

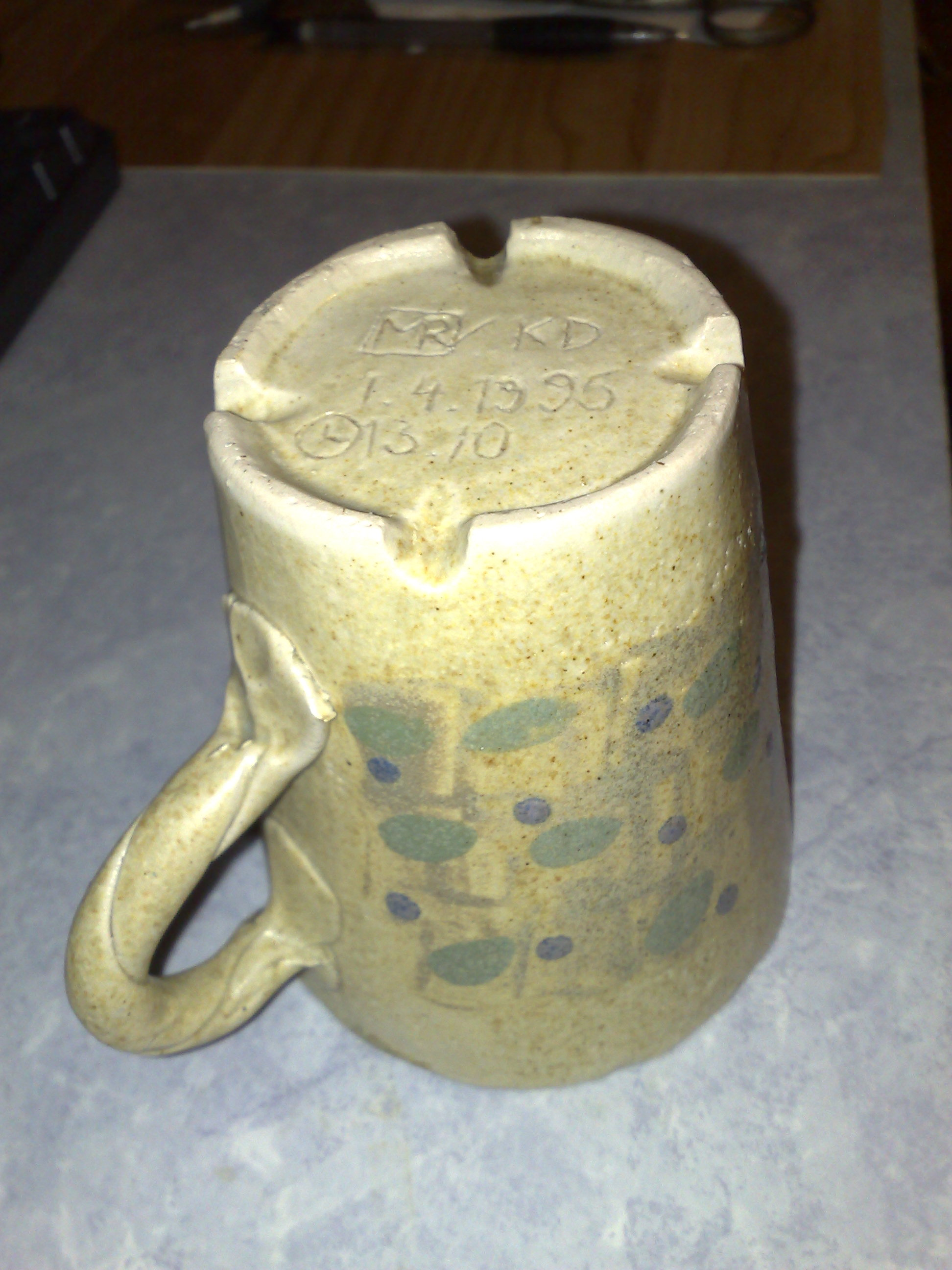
En mugg av keramik med botten uppåt.

Muggens formgivning syftar till värmeisolering, de tjocka väggarna i en mugg i jämförelse med de tunna i en tekopp har en isolerande funktion och förhindrar drycken från att kylas av eller värmas upp på kort tid. Botten på muggen är sällan platt, den är oftast endera konkav eller försedd med en extra kant, detta för att reducera den termiska kontakten på den yta vars muggen är placerad. Dessa funktioner lämnar ofta en karakteristisk O-formad fläck på ytan. Handtaget eller örat håller handen och fingrarna borta från muggens heta sida. Av samma anledning för värmeisolering är muggar oftast tillverkade av material med låg värmeledningsförmåga, såsom lergods, benporslin och glas.

## Storlek
De på 1800-talet mycket populära dekorerade porslinsmuggarna rymde omkring ett stop = 1,3 liter. Dagens kaffemuggar är avsevärt mindre och rymmer cirka 2½ deciliter.